# 줄리아나 지도니
줄리아나 지도니(Juliana Didone, 1984년 10월 11일 ~ )는 브라질의 배우, 전직 모델이다.